# River Park
River Park ist  ein census-designated place (CDP) im St. Lucie County im US-Bundesstaat Florida mit 5222 Einwohnern (Stand: 2010). 

## Geographie
River Park grenzt im Südwesten direkt an die Stadt Port St. Lucie und liegt rund 10 km nördlich von Fort Pierce sowie etwa 80 km nördlich von West Palm Beach. Der CDP wird vom U.S. Highway 1 tangiert.

## Demographische Daten
Laut der Volkszählung 2010 verteilten sich die damaligen 5222 Einwohner auf 2993 Haushalte. Die Bevölkerungsdichte lag bei 870,3 Einw./km². 84,9 % der Bevölkerung bezeichneten sich als Weiße, 7,8 % als Afroamerikaner, 0,6 % als Indianer und 1,0 % als Asian Americans. 3,3 % gaben die Angehörigkeit zu einer anderen Ethnie und 2,5 % zu mehreren Ethnien an. 14,1 % der Bevölkerung bestand aus Hispanics oder Latinos.
Im Jahr 2010 lebten in 19,7 % aller Haushalte Kinder unter 18 Jahren sowie 46,9 % aller Haushalte Personen mit mindestens 65 Jahren. 57,4 % der Haushalte waren Familienhaushalte (bestehend aus verheirateten Paaren mit oder ohne Nachkommen bzw. einem Elternteil mit Nachkomme). Die durchschnittliche Größe eines Haushalts lag bei 2,21 Personen und die durchschnittliche Familiengröße bei 2,81 Personen.
18,3 % der Bevölkerung waren jünger als 20 Jahre, 18,0 % waren 20 bis 39 Jahre alt, 26,4 % waren 40 bis 59 Jahre alt und 37,4 % waren mindestens 60 Jahre alt. Das mittlere Alter betrug 51 Jahre. 50,0 % der Bevölkerung waren männlich und 50,0 % weiblich.
Das durchschnittliche Jahreseinkommen lag bei 35.896 $, dabei lebten 21,1 % der Bevölkerung unter der Armutsgrenze.
Im Jahr 2000 war Englisch die Muttersprache von 92,74 % der Bevölkerung, Spanisch sprachen 3,70 % und 3,57 % hatten eine andere Muttersprache.